# 벨 라파듈라 모델
벨 라파듈라 모델(BLP, Bell–LaPadula model)은 정부 및 군사 응용 분야에서 접근 제어를 시행하는 데 사용되는 상태 기계 모델이다. 이는 미국 국방부(DoD)의 다단계 보안(MLS) 정책을 공식화하기 위해 로저 R. 셸(Roger R. Schell)의 강력한 지침에 따라 데이비드 엘리엇 벨(David Elliott Bell)과 레너드 J. 라파듈라(Leonard J. LaPadula)가 개발했다. 이 모델은 객체에 대한 보안 레이블과 주체에 대한 허가를 사용하는 일련의 액세스 제어 규칙을 설명하는 컴퓨터 보안 정책의 공식적인 상태 전환 모델이다. 보안 레이블은 가장 민감한 것(예: "일급 비밀")부터 가장 덜 민감한 것(예: "미분류" 또는 "공개")까지 다양하다.
벨 라파듈라 모델은 보호와 보안 사이에 명확한 구분이 없는 모델의 예이다.

## 같이 보기
- 에어갭 (네트워킹)
- 강제적 접근 제어